# Here's to New Dreams
Here's to New Dreams é o álbum de estreia da atriz, cantora Raven-Symoné, lançado em 22 de junho de 1993. Ele foi lançado em 22 de Junho de 1993. Raven gravou o álbum quando tinha 5 anos, mais ele só foi lançado quando ela completou 8 anos. A música "That's What a Little Girls Are Made Of" foi o primeiro single escrito/produzido por Missy Elliott - sendo a unica música dela que entrou na parada Billboard Hot 100. "Raven Is the Flavor" foi lançado como segundo single. O álbum vendeu mundalmente aproximadamente 150 mil cópias.

## Faixas
| Edição padrão  |                                                                  |                                                       |         |  |
| N.º            | Título                                                           | Compositor(es)                                        | Duração |  |
| 1.             | "That's What Little Girls Are Made Of (featuring Missy Elliott)" | Chad "Dr. Seuss" Elliott, Melissa Elliott             | 3:22    |  |
| 2.             | "First Day of School"                                            | RNS, S.D. Franklin                                    | 3:20    |  |
| 3.             | "Hip Hop Teddybear"                                              | Craig Jones, Kenny "K-Smoove" Kornegay                | 3:25    |  |
| 4.             | "Raven Is the Flavor"                                            | Bradley Young, Dow Brain, Peter Bazile, S.D. Franklin | 3:10    |  |
| 5.             | "Ooh Boy"                                                        | Christopher B. Pearman, Lafayette Summers             | 3:20    |  |
| 6.             | "Fun Tonight"                                                    | Bradley Young, Dow Brain, Marie Wright, Peter Bazile  | 3:25    |  |
| 7.             | "Betcha' Didn't Know"                                            | Bradley Young, Dow Brain, Marie Wright, Peter Bazile  | 3:29    |  |
| 8.             | "Raven's Lullaby"                                                | Alim Muhammed, Christopher B. Pearman                 | 3:25    |  |
| 9.             | "Here's to New Dreams"                                           | Christopher B. Pearman, Lafayette Summers             | 3:25    |  |
| 10.            | "That's What Little Girls Are Made Of (Dub Mix)"                 | Chad "Dr. Seuss" Elliott, Melissa Elliott             | 3:20    |  |
| Duração total: | Duração total:                                                   | Duração total:                                        | 33:30   |  |

## Gráficos
| Chart                                   | Peak position |
| --------------------------------------- | ------------- |
| ARIA Charts                             | 67            |
| Media Control Charts                    | 98            |
| Japan Oricon International Albums Chart | 123           |